# Urobatis marmoratus
Urobatis marmoratus är en rockeart som först beskrevs av Philippi 1892.  Urobatis marmoratus ingår i släktet Urobatis och familjen Urotrygonidae. IUCN kategoriserar arten globalt som otillräckligt studerad. Inga underarter finns listade i Catalogue of Life.